# Chiasso
Chiasso (lombardsky Ciass, zastarale německy Pias) je obec (malé město) na jihu Švýcarska v kantonu Ticino, blízko hranic s Itálií. Žije zde přibližně 8 000 obyvatel. Jde o nejjižnější obec Švýcarska a významný železniční uzel, pohraniční stanici s Itálií a koncový bod Gotthardské dráhy.

## Geografie
Obec se nachází v regionu Sottoceneri (jižní Ticino) a leží v Pádské nížině v oblasti zvané Mendrisiotto jižně od Mendrisia mezi Luganským a Comským jezerem na hranici s Itálií.
Vesnice Pedrinate, dříve samostatná obec, která od roku 1976 patří k Chiassu, tvoří nejjižnější bod Švýcarska s hraničním kamenem číslo 75B. Chiasso je tak nejjižnější švýcarskou obcí.
Sousedními obcemi jsou Stabio, Balerna, Morbio Inferiore a Vacallo na severu (všechny v kantonu Ticino), Maslianico (provincie Como) na východě, Como (provincie Como)  na jihu a San Fermo della Battaglia (provincie Como) a Novazzano (kanton Ticino) na západě.

## Historie

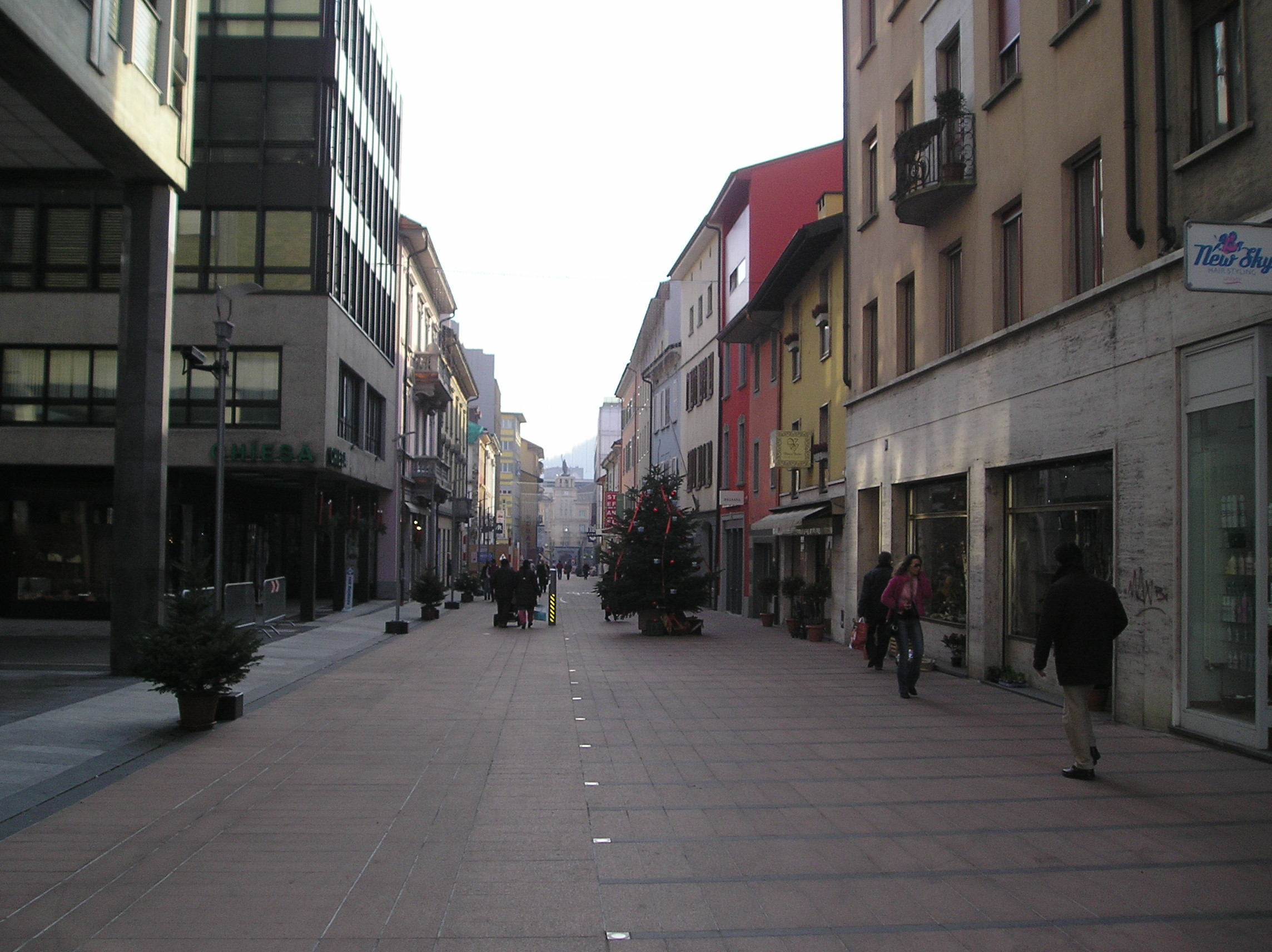
Centrum obce

První zmínka o obci pochází z roku 1140 pod názvem Claso. V průběhu 19. století (1874) se Chiasso, původně předměstí sousedního italského města Como, stalo díky železnici s pohraniční stanicí a seřaďovacím nádražím významným pohraničním městem. Díky železnici zažilo Chiasso hospodářský rozmach a počet jeho obyvatel rychle rostl.
Po ztrátě významu pohraničních stanic se mnoho obyvatel stěhovalo na sever do sousedních obcí, kde byla k dispozici pracovní místa v sektoru služeb. Od roku 1970 (kdy mělo Chiasso rekordních 9326 obyvatel) tak počet obyvatel klesá. Od srpna 1994 se z výzkumného centra pro takzvané Grätzelovy články stal komerční výrobce monokrystalických solárních článků a solárních modulů. Blízkost Itálie v současnosti městu opět dává perspektivu k ekonomickému růstu.
V září 1976 došlo po dlouhých deštích k sesuvu půdy nad plynárnou, který poškodil jednu ze tří nádrží na propan (ačkoli na opačné straně byla protipožární stěna, v bezpečnostních opatřeních se se sesuvem nepočítalo). Po chvíli projíždějící motocykl vyvolal výbuch uvolněného oblaku plynu, který způsobily malé jiskry z motoru. Další dva kontejnery pak hasiči ochlazovali a evakuovali asi 2000 lidí v okolí. Navzdory ochlazení došlo k trvalému úniku i z druhého kontejneru, což způsobilo druhý požár mraku plynu. Dvě nádrže na čpavek v suterénu nedaleké továrny Frisco zůstaly neporušené.
Dne 25. listopadu 2007 byl zamítnut návrh na sloučení obcí Chiasso, Morbio Inferiore a Vacallo.

## Obyvatelstvo
| Vývoj počtu obyvatel | Vývoj počtu obyvatel | Vývoj počtu obyvatel | Vývoj počtu obyvatel | Vývoj počtu obyvatel | Vývoj počtu obyvatel | Vývoj počtu obyvatel | Vývoj počtu obyvatel | Vývoj počtu obyvatel | Vývoj počtu obyvatel | Vývoj počtu obyvatel | Vývoj počtu obyvatel | Vývoj počtu obyvatel | Vývoj počtu obyvatel | Vývoj počtu obyvatel | Vývoj počtu obyvatel |
| -------------------- | -------------------- | -------------------- | -------------------- | -------------------- | -------------------- | -------------------- | -------------------- | -------------------- | -------------------- | -------------------- | -------------------- | -------------------- | -------------------- | -------------------- | -------------------- |
| Rok                  | 1591                 | 1685                 | 1769                 | 1801                 | 1850                 | 1900                 | 1910                 | 1920                 | 1950                 | 1970                 | 1980                 | 1990                 | 2000                 | 2010                 | 2020                 |
| Počet obyvatel       | 160                  | 315                  | 455                  | 479                  | 1265                 | 3700                 | 5722                 | 5439                 | 5744                 | 9326                 | 8583                 | 8212                 | 7933                 | 8331                 | 7581                 |

Obec se nachází v jižní části kantonu Ticino, která je jednou z italsky mluvících oblastí Švýcarska. Převážná většina obyvatel obce tak hovoří italsky.

## Hospodářství a doprava

Letecký pohled na Chiasso s pohraniční stanicí (1962)

Vzhledem k tomu, že Chiasso leží přímo na hranicích s Itálií, má tranzitní a celní doprava velký význam. Zde se švýcarská dálnice A2 (Basilej – Lucern – Gotthard – Lugano – Chiasso) spojuje s italskou dálnicí A9 Autostrada dei Laghi směrem na Milán, kam lze dojet za necelých 45 minut.
Vyspělost obce výrazně zvýšilo dokončení Gotthardské dráhy v roce 1882. Chiasso se stalo železniční pohraniční stanicí s Itálií, kudy proudila většina zboží i cestujících mezi oběma státy. I v současnosti zde zastavují mezinárodní vlaky kategorie EuroCity, spojující Curych a Milán.

## Osobnosti
- Baltazar Fontana (1661–1733), sochař a štukatér